# カルロス・ロドリゲス (投手)
カルロス・フェルナンド・ロドリゲス（Carlos Fernando Rodríguez, 2001年11月27日 - ）は、ニカラグアのリバス県リバス出身のプロ野球選手（投手）。右投右打。MLBのミルウォーキー・ブルワーズ所属。

## 経歴

### プロ入り前
8歳の時にニカラグアからアメリカ合衆国のフロリダ州マイアミへ移住した。2020年のMLBドラフトでは指名されず、フロリダ・サウスウェスタン州立大学に入学した。

### プロ入りとブルワーズ時代
2021年のMLBドラフト6巡目（全体177位）でミルウォーキー・ブルワーズから指名され、プロ入り。
2022年は傘下のA級カロライナ・マドキャッツでプロデビュー。A+級ウィスコンシン・ティンバーラトラーズでもプレーし、2球団合計で26試合（先発20試合）に登板して107.2イニングを投げて6勝5敗、防御率3.01、129奪三振を記録した。
2023年はシーズン開幕前の3月に開催された第5回WBCのニカラグア代表に選出された。この年はAA級ビロクシ・シャッカーズでプレーし、25試合に登板して9勝6敗、防御率2.77、152奪三振を記録した。また、サザンリーグの最優秀投手賞を受賞した。
2024年はAAA級ナッシュビル・サウンズで開幕を迎え、6月11日にメジャー契約を結んでアクティブ・ロースター入りした。 同日のトロント・ブルージェイズ戦に先発登板してメジャーデビューを果たすも、敗戦投手となった。この年メジャーでは3試合に先発登板して0勝3敗、防御率7.30、9奪三振を記録した。

## 詳細情報

### 年度別投手成績
| 年 度    | 球 団    | 登 板 | 先 発 | 完 投 | 完 封 | 無 四 球 | 勝 利 | 敗 戦 | セ 丨 ブ | ホ 丨 ル ド | 勝 率 | 打 者 | 投 球 回 | 被 安 打 | 被 本 塁 打 | 与 四 球 | 敬 遠 | 与 死 球 | 奪 三 振 | 暴 投 | ボ 丨 ク | 失 点 | 自 責 点 | 防 御 率 | W H I P |
| -------- | -------- | ----- | ----- | ----- | ----- | -------- | ----- | ----- | -------- | ----------- | ----- | ----- | -------- | -------- | ----------- | -------- | ----- | -------- | -------- | ----- | -------- | ----- | -------- | -------- | ------- |
| 2024     | MIL      | 3     | 3     | 0     | 0     | 0        | 0     | 3     | 0        | 0           | .000  | 57    | 12.1     | 19       | 3           | 3        | 0     | 0        | 9        | 0     | 0        | 11    | 10       | 7.30     | 1.39    |
| MLB：1年 | MLB：1年 | 3     | 3     | 0     | 0     | 0        | 0     | 3     | 0        | 0           | .000  | 57    | 12.1     | 19       | 3           | 3        | 0     | 0        | 9        | 0     | 0        | 11    | 10       | 7.30     | 1.39    |

- 2024年度シーズン終了時

### 年度別守備成績
| 年 度 | 球 団 | 投手（P） | 投手（P） | 投手（P） | 投手（P） | 投手（P） | 投手（P） |
| 年 度 | 球 団 | 試 合     | 刺 殺     | 補 殺     | 失 策     | 併 殺     | 守 備 率  |
| ----- | ----- | --------- | --------- | --------- | --------- | --------- | --------- |
| 2024  | MIL   | 3         | 0         | 2         | 0         | 0         | 1.000     |
| MLB   | MLB   | 3         | 0         | 2         | 0         | 0         | 1.000     |

- 2024年度シーズン終了時

### 背番号
- 00（2024年 - ）

### 代表歴
- 2023 ワールド・ベースボール・クラシック・ニカラグア代表